# Bez elektřiny
Bez elektřiny (v anglickém originále Lights Out) je dvacátá epizoda čtvrté řady amerického hudebního seriálu Glee a v celkovém pořadí osmdesátá šestá epizoda tohoto seriálu. Scénář napsal Ryan Murphy, režíroval ji Paris Barclay a poprvé se vysílala ve Spojených státech dne 25. dubna 2013 na televizním kanálu Fox.
Epizoda obsahuje návrat speciální hostující hvězdy Sarah Jessicy Parker v roli Isabelle Wright.

## Příběh

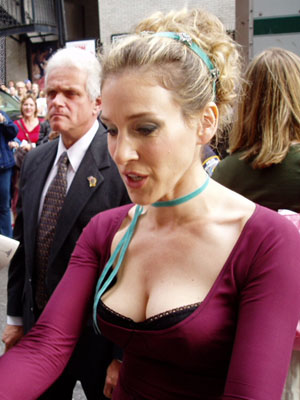
V epizodě se jako speciální hostující hvězda objevila Sarah Jessica Parker (na snímku)

Vedoucí sboru Will Schuester (Matthew Morrison) zjistí, že hlavní zpěvačka konkurenčního sboru The Hoosierdaddies je Frida Romero (Jessica Sanchez), dívka se silným a výborným hlasem. Výpad elektřiny na McKinleyově střední donutí Willa a sbor vystupovat unplugged, protože Will věří, že sbor je příliš závislý na elektronických nástrojích.
Sam Evans (Chord Overstreet) a Ryder Lynn (Blake Jenner) začínají s písní „You've Lost That Lovin' Feelin'". Ryder pokračuje ve svých snahách setkat se s "Katie" a přiznává Jaku Puckermanovi (Jacob Artist), že jí řekl své největší tajemství. Jake Rydera podpoří, ten zpívá před celým sborem píseň „Everybody Hurts" a poté přizná, že byl ve věku svých jedenácti let sexuálně obtěžován starší dívkou, která ho hlídala. Sam a Artie Abrams (Kevin McHale) věří, že Ryderova zkušenost je vyplněným snem každého kluka, ale Kitty Wilde (Becca Tobin) se mu později přizná, že na McKinleyovu střední přestoupila proto, že jí obtěžoval starší bratr její nejlepší kamarádky, a že rozumí jeho bolesti.
Artie zpívá hlavní hlas spolu se sborem v písni „We Will Rock You", kde jako nástroje používají věci každodenní potřeby. Blaine Anderson (Darren Criss) vyhledá Sue Sylvester (Jane Lynch), která se po odchodu z McKinleyovy střední stala cvičitelkou aerobicu a prosí ji, aby se na své místo vrátila, protože její náhradnici Roz Washington (Nene Leakes) toto místo opravdu nesedí. Sue to odmítá, ale později navštěvuje školu, kde ji Becky Jackson (Lauren Potter) též prosí o návrat. Sue opět odmítá a zpívá „Little Girls". Becky, která byla doopravdy tou, která do školy přinesla zbraň, si později jde promluvit s ředitelem Figginsem (Iqbal Theba).
V New Yorku si Isabelle Wright (Sarah Jessica Parker) opět najímá Kurta Hummela (Chris Colfer), aby ji pomohl zorganizovat večírek pořádaný Vogue.com. Kurt, který se dozvěděl, že Santana Lopez (Naya Rivera) nyní pracuje v baru jako tanečnice v kleci, ji přesvědčí a spolu s ní i Rachel Berry (Lea Michele), aby mu pomohly. Během večírku, Rachel, Kurt, Santana a Isabelle zpívají píseň „At the Ballet". Santana se znovu spojí se svým snem stát se tanečnicí a rozhodne se přihlásit na taneční kurzy, které pořádá Newyorská akademie dramatických umění (NYADA), kterou Rachel s Kurtem navštěvují.
Na McKinleyově střední je proud zase v pořádku, ale Will přesvědčí studenty, aby pokračovali se svým úkolem a vystoupili s číslem zpívaným acapella. Ryder se baví s Katie o tom, jak zjistí, kdo ve skutečnosti je a jak mu jejich komunikace pomohla s jeho traumaty. Kitty se k němu snaží dostat blíž, ale je dotčena, když on zvyšuje své úsilí o Katie. Ryder a Kitty bojují se svými pocity i během písně „The Longest Time", kterou zpívají New Directions ve školní hale.

## Seznam písní
- „The Star-Spangled Banner"
- „You've Lost That Lovin' Feelin'"
- „Call on Me"
- „Everybody Hurts"
- „We Will Rock You"
- „Little Girls"
- „At the Ballet"
- „The Longest Time"

## Obsazení
| Chris Colfer      | Kurt Hummel           |
| Darren Criss      | Blaine Anderson       |
| Jane Lynch        | Sue Sylvester         |
| Kevin McHale      | Artie Abrams          |
| Lea Michele       | Rachel Berry          |
| Cory Monteith     | Finn Hudson           |
| Heather Morris    | Brittany Pierce       |
| Matthew Morrison  | William Schuester     |
| Chord Overstreet  | Sam Evans             |
| Amber Riley       | Mercedes Jones        |
| Naya Rivera       | Santana Lopez         |
| Mark Salling      | Noah „Puck“ Puckerman |
| Harry Shum mladší | Mike Chang            |
| Jenna Ushkowitz   | Tina Cohen-Chang      |